# TaleSpin
TaleSpin è una serie animata della Walt Disney Television Animation con alcuni personaggi tratti dal lungometraggio Il libro della giungla del 1967.
In questa serie si trovano alcuni come l'orso Baloo, l'orango Re Luigi, la tigre Shere Khan e alcuni personaggi simili a Bagheera e alle scimmie, ma non è canonico,si tratta di una versione alternativa delle loro vite in cui vengono raffigurati come antropomorfi
Negli Stati Uniti, la serie è stata trasmessa per la prima volta sul programma The Disney Afternoon tra il 1990 e il 1991.
Il nome della serie è un gioco di parole con l'inglese "tailspin", ossia "avvitamento", una manovra eseguita dagli aeroplani. Il tema del volo è infatti centrale nell'intera serie.

## Ambientazione e trama
La serie è ambientata nella città fittizia di Cape Suzette, collocata all'interno di una baia protetta da alte scogliere con un unico stretto passaggio che vi consente l'accesso. Il passaggio è sorvegliato da batterie di cannoni anti-aerei per impedire gli attacchi dei pirati dell'aria alla città. La collocazione temporale della serie non è mai esplicitata, ma le architetture, i modelli delle automobili, l'assenza di mezzi di comunicazione quali la televisione e l'utilizzo invece massiccio della radio fanno pensare ad un'ambientazione nei tardi anni trenta del Novecento.
Protagonista della serie è l'orso Baloo, che svolge la professione di pilota mercantile per una ditta di trasporti locali. Nei propri viaggi aerei si scontrerà spesso con i pericolosi pirati dell'aria, sempre in cerca di velivoli mercantili da razziare.

## Personaggi
- Baloo: Abile pilota aereo che a causa del suo stile di vita pigro e spensierato (accontentandosi sempre dello "stretto indispensabile") non riesce a gestire dal punto di vista finanziario la sua società di trasporti via aria. La sua attività viene quindi rilevata da Rebecca Cunningham.
- Kit Nuvoletta: Orsetto sui dodici anni, ex-pirata adottato da Don Massacre, che decide di tradire i suoi ex-compagni e collaborare con Baloo, diventando il suo navigatore. il suo rapporto con Baloo ricorda molto quello che aveva Mowgli ne Il libro della giungla, al punto che anche Kit chiama Baloo "Papà Orso" esattamente come faceva Mowgli nel film originale.
- Rebecca Cunningham: Una giovane orsa imprenditrice intenzionata a gestire al meglio le risorse per far fruttare l'impresa e coprire tutti i debiti; Rebecca e Baloo si trovano spesso su posizioni differenti a causa dei loro caratteri opposti. Questo crea spesso delle discussioni fra i due, ma è quasi sempre Rebecca a spuntarla.
- Molly Cunningham: La figlia seienne di Rebecca, è dolce, vivace ed avventurosa, ma anche piuttosto spericolata.
- Valvola: Un leone, meccanico di fiducia di Baloo. È piuttosto svampito e infantile, ma è molto abile nel suo lavoro.
- Luigi: Un orango, gestore della locanda più grande di Cape Suzette. A differenza del film, in questa serie è il migliore amico di Baloo, il quale, essendo sempre al verde, ha contratto con lui un cospicuo debito.
- Luigia L'Amour: Orango femmina, è la zia di Luigi (che infatti si riferisce a lei come "Zia Luigia"). Famosa pilota di idrocorse, è molto temuta dal nipote (da lei soprannominato "Jiji") per essere una festaiola estrema. È costantemente alla ricerca dell'anima gemella, innamorandosi con facilità incredibile (che si tratti del carisma di Don Massacre, o dell'accento francese di un altro pilota) e disamorandosi altrettanto velocemente
- Shere Khan: Una tigre, è il magnate più ricco della zona. Solitamente è avversario di Baloo e compagni ma più volte si alleerà con loro per il suo tornaconto.
- Don Massacre (Don Karnage): un lupo rosso, capitano di una banda di pirati dell'aria che vuole soggiogare Cape Suzette attraverso le loro incursioni aeree; sono loro i principali antagonisti di un gran numero di battaglie in cielo su velivoli d'epoca.
- Prof. Buzz: Un anziano uccello appartenente ad una specie imprecisata. Eccentrico inventore alle dipendenze di Khan e vecchio amico di Baloo.
- Col. Grogg: Un cane. Si tratta di un paranoico, sciovinista e eccessivamente irritabile colonnello dei Servizi Segreti, ossessionato dall'idea che possa verificarsi un'invasione aliena. In un episodio monitora assiduamente le trasmissioni radio di Baloo durante il suo viaggio fasullo su Marte.
- Sig. ra Snarly: Un topo ragno. Spietata e fedele segretaria di Shere Khan.
- Principessa Lotta L'Amore: Una volpe, principessa del Regno Medio-orientale di Macadamia. Intelligente, bella e dal carattere forte. Baloo e Luigi si innamoreranno di lei, facendo a gara per conquistarla. In seguito dovranno salvarla dal perfido cancelliere Trample, un avvoltoio intenzionato a sposarla per impadronirsi del suo regno.
- Mira Foxworthy: Un volpe affascinante, solare ed intelligente. Archeologa e Ministro della cultura del piccolo paese desertico di Aridia. Arruola Baloo e Valvola perché la assistano nella ricerca di una piramide perduta, al fine di creare un'attrazione turistica per il suo paese ridotto in povertà.
- Ivanod Spigot: Un facocero. Colonnello della nazione di Tembria, piccolo stato presieduto da una dittatura militare (che ricorda da vicino uno stato dell'Unione Sovietica). Estremamente irritabile, soprattutto per i commenti riguardanti la sua bassa statura, ha una personalità severa e orgogliosa. È altezzoso e non accetta di stare al di sotto di qualcuno, tranne l'Alto Maresciallo, massima autorità dello stato, con il quale si dimostra eccessivamente sottomesso e servile.

## Doppiatori
Doppiatori originali
- Ed Gilbert: Baloo
- R.J. Williams: Kit Cloudkicker: (1° voce)
- Alan Roberts: Kit Cloudkicker: (2° voce)
- Sally Struthers: Rebecca Cunningham
- Janna Michaels: Molly Cunningham
- Pat Fraley: Valvola
- Jim Cummings: Luigi e Don Massacre
- Tony Jay: Shere Khan
- Michael Gough: Col. Spigot
- Kenneth Mars: Prof. Buzz
- Julie Uribe: Bunnie
- Michael Bell: Col. Grogg
- Jennifer Darling: Sig. ra Snarly
- Kath Soucie: Principessa Lotta L'Amore
- Liz Georges: Mira Foxworthy

Doppiatori italiani
- Michele Kalamera: Baloo
- Simone Crisari: Kit Nuvoletta
- Graziella Polesinanti: Rebecca Cunningham
- Stella Musy: Molly Cunningham (1° voce)
- Gemma Donati: Molly Cunningham: (2° voce)
- Luca Dal Fabbro: Valvola
- Sergio Tedesco: Luigi
- Rino Bolognesi: Shere Khan
- Oliviero Dinelli (dialoghi), Ermavilo (canto, nell'episodio pilota): Don Massacre
- Gianni Musy: Prof. Buzz
- Pino Ammendola: Col. Spigot
- Antonella Baldini: Principessa Lotta L'Amore
- Stella Musy: Mira Foxworthy

## Episodi
1. Saccheggio e fulmini (prima parte) (Plunder & Lightning: Part 1)
2. Saccheggio e fulmini (seconda parte) (Plunder & Lightning: Part 2)
3. Saccheggio e fulmini (terza parte) (Plunder & Lightning: Part 3)
4. Saccheggio e fulmini (quarta parte) (Plunder & Lightning: Part 4)
5. Duello all'ultimo bullone (From Here to Machinery)
6. Il balio asciutto (It Came from Beneath the Sea Duck)
7. Viaggio organizzato (Time Waits for No Bear)
8. Professione mamma (Mommy for a Day)
9. Un carico agghiacciante (I Only Have Ice for You)
10. Dangerwoman (Molly Coddled)
11. Il tesoro nascosto (Polly Wants a Treasure)
12. Ortografia che passione (Vowel Play)
13. I predatori dell'idolo perduto (The Idol Rich)
14. Ali tempestose (Stormy Weather)
15. Vivo a malapena (Bearly Alive)
16. Sogno d'amore (Her Chance to Dream)
17. Tutto è balena quel che finisce balena (All's Whale that Ends Whale)
18. Il festival dell'amicizia (The Golden Sprocket of Friendship)
19. Per un pieno in più (For a Fuel Dollars More)
20. Un pericoloso riflesso (prima parte) (A Bad Reflection on You: Part 1)
21. Un pericoloso riflesso (seconda parte) (A Bad Reflection on You: Part 2)
22. Patente di volo (On a Wing and a Bear)
23. Una pericolosa acrobazia (A Star Is Torn)
24. Un tocco di classe (A Touch of Glass)
25. Il maiale da tartufi (The Bigger They Are the Louder They Oink)
26. Spia in incognito (A Spy in the Ointment)
27. Baloo sangue blu (The Balooest of the Blue Bloods)
28. L'idolo mutante (A Baloo Switcheroo)
29. Biplano Jackson, la leggenda (Whistlestop Jackson, Legend)
30. Boogie woogie (Double or Nothing)
31. Piloti in gonnella (Feminine Air)
32. Alla ricerca di Panda La (Last Horizons)
33. L'oca delle nevi (Flight of the Snow Duck)
34. Un debito per la vita (Save the Tiger)
35. Il vecchio aviatore (The Old Man and the Sea Duck)
36. Attacco dallo spazio (War of the Weirds)
37. Capitani esagerati (Captains Outrageous)
38. Non è mai troppo tardi (The Time Bandit)
39. Per chi tuona la campana (prima parte) (For Whom the Bell Klangs: Part 1)
40. Per chi tuona la campana (seconda parte) (For Whom the Bell Klangs: Part 2)
41. Valvola Khan (Citizen Khan)
42. Cosa non si fa per dimagrire (Gruel and Unusual Punishment)
43. Caro Babbo Natale (A Jolly Molly Christmas)
44. Baloo in alta società (My Fair Baloo)
45. Ali, regine e souvenir (Waiders of the Wost Tweasure)
46. Volare che passione (Flight School Confidential)
47. Un pericoloso gangster (Bringing Down Babyface)
48. I cannoni di Cap Suzette (Jumping the Guns)
49. Il mondo sottosopra (In Search of Ancient Blunders)
50. Ride bene chi ride ultimo (Louie's Last Stand)
51. Un giorno in meno non fa male a nessuno (Sheepskin Deep)
52. Pizza a domicilio (Pizza Pie in the Sky)
53. Prototipo top-secret (Baloo Thunder)
54. Baloo l'uomo razzo (Bullethead Baloo)
55. L'idolo del male (Destiny Rides Again)
56. Velocità Match 1 (Mach One for the Gipper)
57. Un'intesa molto stretta (Stuck on You)
58. Piccole pesti (The Sound and the Furry)
59. Hanno rapito zia Lugia (The Ransom of Red Chimp)
60. Il regno di Macadamia (The Road to Macadamia)
61. Servizio posta-celere (Your Baloo's in the Mail)
62. Il paradiso perduto (Paradise Lost)
63. Piccolissimamente Molly (The Incredible Shrinking Molly)
64. Momenti di gloria (Bygones)
65. Un regalo esplosivo (Flying Dupes)

## Edizioni home video
In Italia la serie è stata distribuita sul mercato VHS in nove edizioni targate Walt Disney Home Video fino al 1993 prima della re-distribuzione fatta dalla Disney Video dal 1997:

### VHS
| Film                                      | Edizioni Home Video    | Data di uscita    | Episodi                                                                                                 | Lingue   |
| ----------------------------------------- | ---------------------- | ----------------- | --- | -------- |
| TaleSpin (Volume 1): A tutto Baloo        | Buena Vista Home Video | 11 settembre 1992 | Duello all'ultimo bullone (From Here to Machinery) Baloo sangue blu (The Balooest of the Blue Bloods)   | Italiano |
| TaleSpin (Volume 2): Intrepidi aviatori   | Buena Vista Home Video | 11 settembre 1992 | Ali tempestose (Stromy Weather) Per un pieno in più (For a Fuel Dollars More)                           | Italiano |
| TaleSpin (Volume 3): Gli eroi del cielo   | Buena Vista Home Video | 11 settembre 1992 | Alla ricerca dell'idolo perduto (The Idol Rich) Professione mamma (Mommy for a Day)                     | Italiano |
| TaleSpin (Volume 4): Colpo vincente       | Buena Vista Home Video | 11 settembre 1992 | Velocità Match 1 (Mach One for the Gipper) I cannoni di Cap Suzette (Jumping the Guns)                  | Italiano |
| TaleSpin (Volume 5): Top Fun              | Buena Vista Home Video | 11 settembre 1992 | Volare che passione (Flight School Confidental) L'oca delle nevi (Flight of the Snow Duck)              | Italiano |
| TaleSpin (Volume 6): Fantasmi e furfanti  | Buena Vista Home Video | 10 settembre 1993 | Un tocco di classe (A Touch of Glass) Sogno d'amore (Her Chance to Dream)                               | Italiano |
| TaleSpin (Volume 7): Nuvole e guai        | Buena Vista Home Video | 10 settembre 1993 | Dangerwoman (Molly Coddled) Piccole pesti (The Sound and the Furry)                                     | Italiano |
| TaleSpin (Volume 8): I cieli di Baloo     | Buena Vista Home Video | 10 settembre 1993 | Un carico agghiacciante (I Only Have Ice for You) Il balio asciutto (It Came from Beneath the Sea Duck) | Italiano |
| TaleSpin (Volume 9): La città nel deserto | Buena Vista Home Video | 10 settembre 1993 | Per chi tuona la campana (For Whom the Bell Klangs)                                                     | Italiano |

### DVD
Negli USA è stata distribuita la serie in due DVD:
- TaleSpin: Volume 1, 27 episodi
- TaleSpin: Volume 2, 27 episodi